# L'Éveil océanien
L’Éveil océanien (L'EO) est un parti politique de Nouvelle-Calédonie créé le 2 mars 2019 afin de défendre les intérêts de la communauté wallisienne et futunienne, jugée sous-représentée dans les institutions et marginalisée dans la société néo-calédonienne, en vue des élections provinciales du 12 mai 2019. Ayant obtenu un certain succès lors de ce scrutin, avec 8,56 % des suffrages exprimés de la Province Sud pour quatre élus à l'Assemblée provinciale et trois au Congrès, il joue ensuite le rôle de parti charnière de la vie politique néo-calédonienne, se présentant lui-même comme un « faiseur de démocratie ». Il est souvent présenté, dans les médias et par les analystes politiques locaux, comme étant dans la continuité de l'Union océanienne, qui avait lui-même remporté des sièges lors des élections provinciales de 1989 avec la même ligne politique communautaire.
Depuis le 29 août 2024, la présidente du Congrès est Veylma Falaeo, la première femme ainsi que la première personnalité issue de la communauté wallisienne et futunienne à accéder à cette fonction, qui est également élue pour L'Éveil océanien de l'Assemblée de la Province Sud.